# Бугарско војно гробље у Београду
Бугарско војно гробље у Београду се налази у склопу Новог гробља. 

## Историја
Бугарско војно гробље је костурница бугарских официра и војника палих у рату од 1912.-1918. године. Налази се на простору парцеле 99. Изнад костурнице је споменик, а около костурнице гранитни ивичњак. Ту су сахрањени посмртни остаци 32 бугарска официра и војника. Београдско свештенство је освештало костурницу 2. децембра 1934. године. 